# Mario Antonio Cargnello
Mario Antonio Cargnello (San Fernando del Valle de Catamarca, 20 marzo 1952) è un arcivescovo cattolico argentino, dal 6 agosto 1999 arcivescovo metropolita di Salta.

## Biografia
Mario Antonio Cargnello è nato il 20 marzo 1952 a San Fernando del Valle de Catamarca.

### Formazione e ministero sacerdotale
Dopo aver frequentato il seminario minore di Catamarca e completato gli studi di filosofia e teologia presso il seminario di "Nuestra Señora del Cenaculo" a Paraná, è stato ordinato sacerdote l'8 novembre 1975.
Dopo l'ordinazione sacerdotale ha ricoperto l'incarico di vice-rettore del seminario minore "Nuestra Señora del Valle" e di rettore del seminario preparatorio "San Juan Bautist".

### Ministero episcopale
Il 7 aprile 1994 papa Giovanni Paolo II lo ha nominato vescovo di Orán.
Ha ricevuto l'ordinazione episcopale il 24 giugno successivo dalle mani del vescovo Elmer Osmar Ramón Miani, co-consacranti l'arcivescovo metropolita di Salta Moisés Julio Blanchoud e il vescovo di Santiago del Estero Gerardo Eusebio Sueldo. Ha preso possesso dell'arcidiocesi il 16 luglio seguente.
All'interno della Conferenza episcopale argentina è stato presidente della commissione liturgia episcopale negli anni dal 1996 al 2002 e dal 2008 al 2011.
Il 24 giugno 1998 papa Giovanni Paolo II lo ha promosso arcivescovo coadiutore di Salta. Ha assunto il governo della diocesi il 6 agosto 1999, dopo il ritiro del suo predecessore per raggiunti limiti d'età. Contemporaneamente ha assunto di diritto il ruolo di gran cancelliere dell'Università cattolica di Salta.
Nel Consiglio Episcopale Latinoamericano (CELAM) è stato presidente del dipartimento Missione e spiritualità dal 2003 al 2007.
Nel 2007 ha partecipato come membro nominato dal Santo Padre alla V conferenza episcopale latinoamericana ad Aparecida.
Il 2 febbraio 2002, il 20 aprile 2009 e il 10 maggio 2019 ha compiuto la visita ad limina.
L'8 ottobre 2009 papa Benedetto XVI lo ha nominato membro della  Pontificia commissione per l'America Latina; incarico successivamente confermato anche da papa Francesco il 15 gennaio 2014.
Il 17 ottobre 2016, in qualità di secondo vicepresidente, ha partecipato all'udienza papale a Roma con il Santo Padre insieme agli altri esponenti della Conferenza episcopale argentina.
Nel 2021 ha indetto un sinodo nella sua arcidiocesi.

## Genealogia episcopale e successione apostolica
La genealogia episcopale è:
- Cardinale Scipione Rebiba
- Cardinale Giulio Antonio Santori
- Cardinale Girolamo Bernerio, O.P.
- Arcivescovo Galeazzo Sanvitale
- Cardinale Ludovico Ludovisi
- Cardinale Luigi Caetani
- Cardinale Ulderico Carpegna
- Cardinale Paluzzo Paluzzi Altieri degli Albertoni
- Papa Benedetto XIII
- Papa Benedetto XIV
- Papa Clemente XIII
- Cardinale Bernardino Giraud
- Cardinale Alessandro Mattei
- Cardinale Pietro Francesco Galleffi
- Cardinale Giacomo Filippo Fransoni
- Cardinale Carlo Sacconi
- Cardinale Edward Henry Howard
- Cardinale Mariano Rampolla del Tindaro
- Cardinale Antonio Vico
- Arcivescovo Filippo Cortesi
- Arcivescovo Zenobio Lorenzo Guilland
- Arcivescovo Antonio José Plaza
- Cardinale Raúl Primatesta
- Vescovo Elmer Osmar Ramón Miani
- Arcivescovo Mario Antonio Cargnello

La successione apostolica è: 
- Vescovo Armando José María Rossi, O.P. (2000)
- Vescovo José Antonio Díaz (2021)